# Светлагорски рејон
Светлагорски рејон (блр. Светлагорскі раён; рус. Светлагорский район) административна је јединица другог нивоа у северном делу Гомељске области у Републици Белорусији.
Административни центар рејона је град Светлагорск.

## Географија
Светлагорски рејон обухвата територију површине 1.899,91 км² и на 11. је месту по површини у Гомељској области. Граничи се са Жлобинским, Речичким, Калинкавичким и Октобарским рејонима Гомељске области, те са Бабрујским рејоном Гомељске области на северу.
Налази се у северном делу Гомељске области у подручју Гомељског Полесја. Клима је умереноконтинентална. Претежно низијским рељефом доминирају реке Березина и Ипа. У јужном делу рејона налази се и вештачко Саснавоборско језеро.
На територији рејона налазе се богата лежишта нафте, тресета, камене соли и грађевинског материјала.

## Историја
Рејон је основан 17. јула 1924. као Парички рејон са средиштем у варошици Паричи, и првобитно је био део Бабрујског округа, а потом и део Полеске области. Део Гомељске области је од 8. јануара 1954. године.
Средиште рејона је 1960. премештено у варошицу Шатилки која је већ следеће године преименована у град Светлагорск. Самим тим парички рејон је преименован у Светлагорски.

## Демографија
Према резултатима пописа из 2009. на том подручју стално је било насељено 90.125 становника или у просеку 47,49 ст/км².
Основу популације чине Белоруси (88,62%), Руси (8,68%), Украјинци (1,73%) и остали (0,97%).
Административно рејон је подељен на подручје града Светлагорска, који је уједно и административни центар рејона, на варошицу Паричи и радничко насеље Саснови Бор, и на још 6 сеоских општина. На целој територији рејона постоји укупно 104 насељена места.

## Саобраћај
Преко рејона пролази железничка траса Жлобин—Калинкавичи, магистрални друмски правци Бабрујск—Калинкавичи и Акцјабрски—Паричи—Речица. Река Березина је пловна у делу тока преко овог рејона.

## Знаменитости
- Здудички камени крст - камени крст од гранита вероватно из Х века;
- Стари град Казимир - остаци средњовековног града Казимира у селу Караљова Слабада 2 разрушен у време Руско-пољских ратова 1654—1667.[5]

- Здудички камени крст
- Камени крст из Караљове Слабаде
- Грб града Казимира из 1643.